# Miho Kanno
 (janvier 2021).
Si vous disposez d'ouvrages ou d'articles de référence ou si vous connaissez des sites web de qualité traitant du thème abordé ici, merci de compléter l'article en donnant les références utiles à sa vérifiabilité et en les liant à la section « Notes et références ».
Pour les articles homonymes, voir Kanno.
Miho Kanno (菅野 美穂, Kanno Miho) est une actrice et chanteuse japonaise née le 22 août 1977 à Isehara. Elle interprète notamment l'héroïne du premier film de la série Tomie en 1999.

## Biographie
Miho Kanno naît en 1977 à Isehara, mais sa famille déménage très tôt à Sakado. Elle fait ses débuts en 1992 en tant que membre du groupe Sakurakko Club Sakura Group après une orientation dans les shows télévisés.
Miho est connue au Japon grâce aux rôles principaux qu'elle a tenus dans de nombreux feuilletons télévisés. Elle a également animé des émissions japonaises. Elle est parfois surnommée « Kan-chan ». Elle mesure 1,60 m et, à cause d'une sévère myopie, porte souvent des lentilles de contacts.
En 2002, elle tient un des rôles principaux dans le film Dolls de Takeshi Kitano. Depuis, elle enchaine les premiers rôles dans des films et drama (séries télés japonaises).
Miho retrouve régulièrement l'acteur Hiroshi Tamaki. Ces deux acteurs jouent fréquemment ensemble dans les mêmes drama, souvent dans les rôles principaux, comme en 2004 dans Itoshi Kimi e ~ To The One I Love ~, en 2010 dans Guilty ~ Akuma to Keiyakushita Onna, puis en 2012 dans Kekkon Shinai.

## Discographie
Album
- HAPPY ICE CREAM (2 août 1995)

Singles
- Koi wo shiyou! (24 mars 1995)
- Taiyou ga suki! (21 juin 1995)
- Makenai anataga suki (21 juin 1996)
- Anoko jya nai (23 octobre 1996)
- ZOO～Ai wo kudasai～ (Septembre 2000)

## Filmographie

### Dramas
- 1993 : Ichigo hakusho (ja) (Strawberry White Book)
- 1994 : Toki o Kakeru Shōjo (The Girl Who Leapt Through Time) : Emi Okamoto
- 1996 : Iguana no musume (イグアナの娘?) : Rika Aoshima
- 1997 : Ii hito
- 1997 : Smap×Smap
- 1999 : Shuumatsukon : Shizue Onoda
- 1999 : Rinjin wa hisoka ni warau (The Neighbours Are Laughing at Me) : Hiromi Takagi
- 2000 : Joshi keimusho higashi 3 gô tô 2
- 2000 : Ai wo kudasai : Kirika Tohno
- 2001 : 2001 nen no otoko un : Ataru Yuzuki
- 2001 : Koigashitai koigashitai koigashitai : Nagashima
- 2003 : Kôfuku no ôji (The Happy Prince) : Umi Yasumoto
- 2004 : Itoshi Kimi e ~ To The One I Love ~ (sur Fuji TV) : Shiki Tomokawa
- 2005 : Ai no uta (あいのうた Song of Love / sur NTV)
- 2007 : Watashitachi no Kyōkasho
- 2007 : Hataraki Man
- 2009-2011 : Saka no ue no kumo (A Cloud Upon a Slope) : Ritsu Masaoka
- 2009 : Kiina: Fukanô hanzai sôsakan : Haruse Kiina
- 2010 : Magerarenai onna (曲げられない女?) (sur NTV) : Saki Ogiwara
- 2010 : Guilty ~ Akuma to Keiyakushita Onna (sur Fuji TV) : Meiko Nogami
- 2011 : Mitsu no Aji ~ A Taste Of Honey ~ (sur Fuji TV) : Aya Harada
- 2012 : Kekkon Shinai (Fuji TV) : Chiharu Tanaka

### Films
- 1995 : Dai shitsuren
- 1995 : Eko Eko Azarak : Mizuki Kurahashi
- 1997 : Gozonji! Fundoshi zukin : Wasabi Hotatezawa
- 1998 : Rakka suru yugata (Falling Into the Evening) : Hanako
- 1999 : Tomie : Tomie Kawakami
- 1999 : Saimin (The Hypnotist) : Yuka Irie
- 2000 : Mamotte agetai
- 2001 : Kewaishi : Sumie Aono
- 2002 : Dolls (Film) : Sawako
- 2004 : Lady Joker : Keiko Shiroyama
- 2006 : Sakuran : Shohi
- 2008 : Panda Days
- 2008 : Tomorrow
- 2010 : Permanent Nobara
- 2012 : Ooku : Emonnosuke Tsunayoshi Hen
- 2013 : Kiseki no Ringo

### Émissions télévisées
- 1996-1998 : Merenge-no-Kimochi (メレンゲの気持ち Merengue Feelings / sur NTV)
- 1999-2002 : Sata-Suma (サタスマ Saturday's SMAP / sur Fuji TV) Incluant ses Co-stars Masahiro Nakai et Shingo Katori
- 2005 : Blog Type (ブログタイプ / sur Fuji TV)

## Jeux vidéo
- 1996 : Keio Flying Squadron 2 - Rami Nana-Hikari (voix)

## Récompenses
- 12th Nikkan Sports Drama Grand Prix (Winter/Hiver 2009) : Meilleure Actrice pour Kiina
- 60th Television Drama Academy Awards : Meilleure Actrice pour Kiina
- 13th Nikkan Sports Drama Grand Prix (Winter/Hiver 2010) : Meilleure Actrice pour Magerarenai Onna
- 64th Television Drama Academy Awards : Meilleure Actrice pour Magerarenai Onna
- 14th Nikkan Sports Drama Grand Prix (Oct-Dec 2010, Fall/Automne) : Meilleure Actrice pour Guilty ~ Akuma to Keiyakushita Onna